# Konopki Małe
Konopki Małe (deutsch Klein Konopken, 1929 bis 1945 Waldfließ) ist ein Dorf in der polnischen Woiwodschaft Ermland-Masuren, das zur Landgemeinde Miłki (Milken) im Powiat Giżycki (Kreis Lötzen) gehört.

## Geographische Lage
Konopki Małe liegt in der östlichen Mitte der Woiwodschaft Ermland-Masuren, 19 Kilometer südöstlich der Kreisstadt Giżycko (Lötzen).

## Geschichte
Im Jahre 1491 wurde das Dorf Klein Konopken gegründet und 1874 in den Amtsbezirk Groß Konopken (polnisch Konopki Wielkie) eingegliedert. 1938 umbenannt in „Amtsbezirk Hanffen“, bestand dieser bis 1945 und gehörte zum Kreis Lötzen im Regierungsbezirk Gumbinnen (1905 bis 1945: Regierungsbezirk Allenstein) in der preußischen Provinz Ostpreußen. Klein Konopken war bis 1945 auch dem Standesamt Groß Konopken zugeordnet.
Im Jahr 1910 zählte das Dorf 219 Einwohner, im Jahr 1933 noch 209 und 1939 bereits 218.
Aufgrund der Bestimmungen des Versailler Vertrags stimmte die Bevölkerung im Abstimmungsgebiet Allenstein, zu dem Klein Konopken gehörte, am 11. Juli 1920 über die weitere staatliche Zugehörigkeit zu Ostpreußen (und damit zu Deutschland) oder den Anschluss an Polen ab. In Klein Konopken stimmten 180 Einwohner für den Verbleib bei Ostpreußen, auf Polen entfielen keine Stimmen.
Am 18. Juni 1929 wurde Klein Konopken in Waldfließ umbenannt. 1945 kam es in Kriegsfolge mit dem gesamten südlichen Ostpreußen zu Polen und trägt seither die polnische Namensform Konopki Małe. Heute ist das Dorf Sitz eines Schulzenamtes (polnisch sołectwo) und ein Ortsteil der Landgemeinde Miłki (Milken) im Powiat Giżycki, vor 1998 der Woiwodschaft Suwałki, seither der Woiwodschaft Ermland-Masuren zugeordnet.

## Religionen
Klein Konopken war bis 1945 in die evangelische Kirche Milken in der Kirchenprovinz Ostpreußen der Kirche der Altpreußischen Union und in die katholische Pfarrkirche St. Bruno Lötzen im Bistum Ermland eingepfarrt. 
Heute gehört Konopki Małe zur evangelischen Kirchengemeinde in Wydminy, einer Filialgemeinde der Pfarrei Giżycko in der Diözese Masuren der Evangelisch-Augsburgischen Kirche in Polen bzw. zur katholischen Pfarrkirche Miłki im Bistum Ełk (Lyck) der Römisch-katholischen Kirche in Polen.

## Persönlichkeiten
- Hans Jürgen Press (* 15. Mai 1926 in Klein Konopken; † 2002), deutscher Schriftsteller und Zeichner

## Verkehr
Konopki Małe liegt an einer Nebenstraße, die die polnische Landesstraße DK 63 (frühere deutsche Reichsstraße 131) bei Konopki Wielkie (Groß Konopken, 1938 bis 1945 Hanffen) mit der Woiwodschaftsstraße DW 656 bei Ranty (Ranten) und der Woiwodschaftsstraße DW 655 bei Wydminy (Widminnen) verbindet. Außerdem endet eine Nebenstraße vom Nachbarort Jedamki (Jedamken, 1938 bis 1945 Stenzeln) kommend in Konopki Małe.
Bis 1945 war Groß Konopken (Konopki Wielkie) die nächste Bahnstation an der seit 1945 nicht mehr betriebenen Bahnstrecke Lötzen–Arys–Johannisburg (Giżycko–Orzysz–Pisz).